# Automeris flavomarginatus
Automeris flavomarginatus är en fjärilsart som beskrevs av Conte 1906. Automeris flavomarginatus ingår i släktet Automeris och familjen påfågelsspinnare. Inga underarter finns listade i Catalogue of Life.